# جسر القدس الصاري المعلق
جسر القدس الصاري المعلق (بالعبرية: גשר המיתרים) والتي تعني «جسر الأوتار». هو جسر مدعوم بالكوابل يقع في مدخل مدينة القدس، عند تقاطع الطرق "يافا"، «إرميا»، «شازار بوليفارد» و«هرتزل». صمّمه المهندس المعماري الإسباني سانتياغو كالاترافا، ويُستخدم الجسر لقطارات القدس الخفيفة التي بدأت الخدمة في 19 أغسطس 2011. كلّف إنشاء هذا الجسر حوالي 245 مليون شيكل جديد، وافتتح في 25 يونيو 2008.

## خلفية
أُتخذ قرار بناء هذا الجسر ضمن مشروع قطارات القدس الخفيفة حيث لم يكن من الممكن استمرار خط السكك الحديدية دون بناء جسر بسبب حركة السير الكبيرة وصعوبة إنشاء نفق تحت الأرض، وكان الحل الأمثل هو بناء جسر ليكون أيضًا معلمًا مميزًا في المدينة.

## تاريخ
في عام 1997 زار المهندس المعماري الإسباني سانتياغو كالاترافا إسرائيل لأول مرة لافتتاح معرضًا له في مدينة حيفا، وخلال تلك الزيارة دُعي لتصميم جسر للمشاة في مدينة بتاح تكفا؛ الذي افتتح عام 2006. تلقى بعدها دعوة لزيارة مدينة القدس من قبل مهندس المدينة «أوري شيترت» ورئيس البلدية السابق إيهود أولمرت، لإنشاء أجمل جسر معاصر فيها، بميزانية قدرها 129 مليون شيكل جديد.
في عام 2005 بدأ بناء الجسر، وفي مارس 2008 عند الإشراف من انتهاء أعمال البناء ظهرت بعض التشققات على امتداد الجسر، وتأخر الافتتاح وزادت التكلفة لتصل بالنهاية إلى 245 مليون شيكل.

## انتقادات
تلقى هذا المشروع العديد من الاعتراضات؛ حيث استنكر المعارضون تكلفة الجسر باهضة الثمن ومظهره الغريب حيث ادعوا أن بموقعه هذا يُشوه مظهر المباني من حوله. وهناك من عارض وجود الإشعاع الكهرومغناطيسي بهذا الشكل الكبير على الجسر إلا أن مؤايدو الجسر أنكروا هذا الأمر.
في نوفمبر 2008 بعد مرور ستة أشهر على عيد الأنوار اليهودي، قال رئيس البلدية المنتخب حديثًا آنذاك نير بركات أنه يفكر بإلغاء مشروع السكك الحديدية الخفيفة وأنه كان مُعارضًا له منذ البداية، إلا أنه تراجع عن قراره هذا فيما بعد.

## معرض الصور

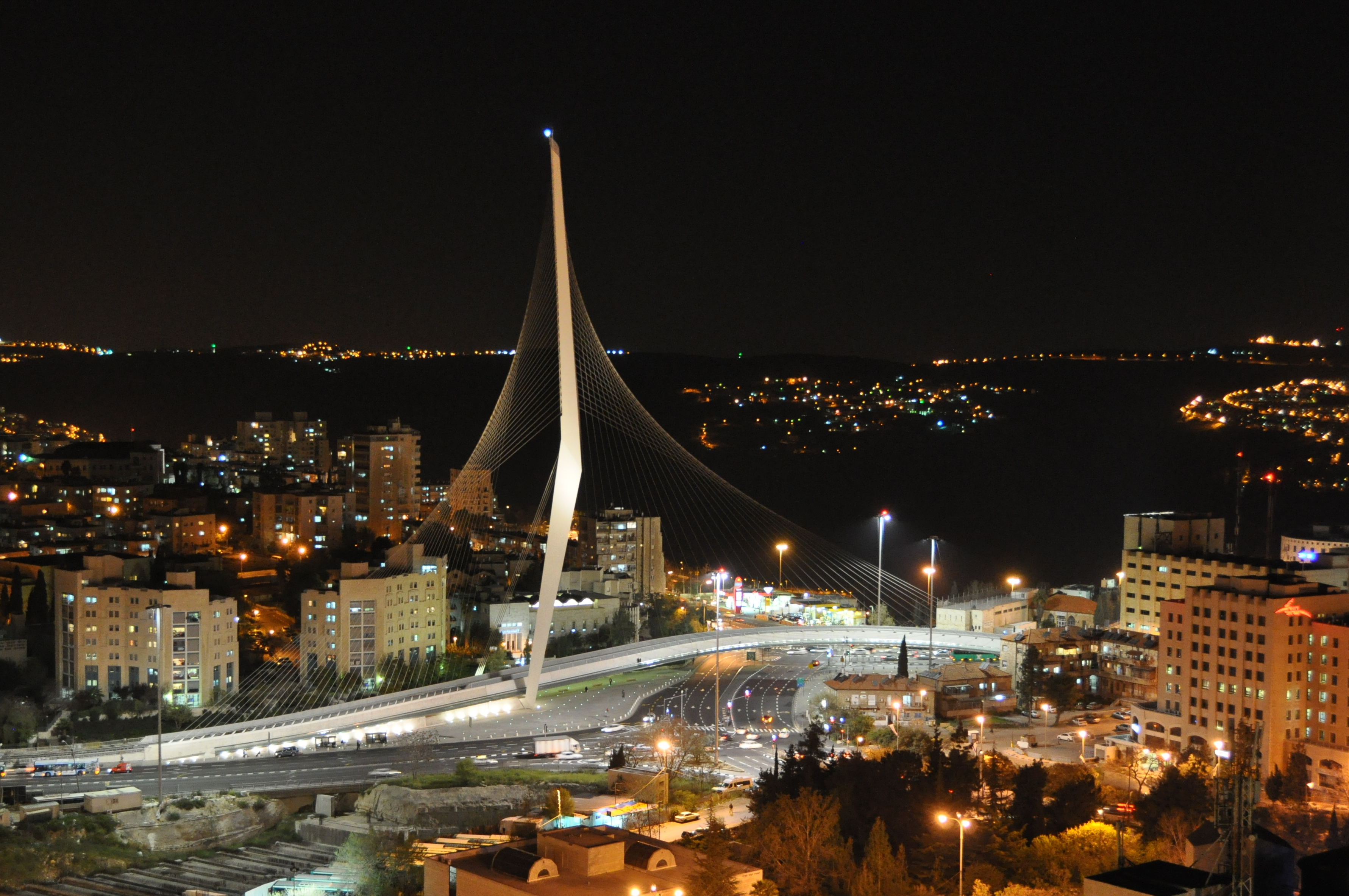
الجسر كما يُشاهد ليلًا.
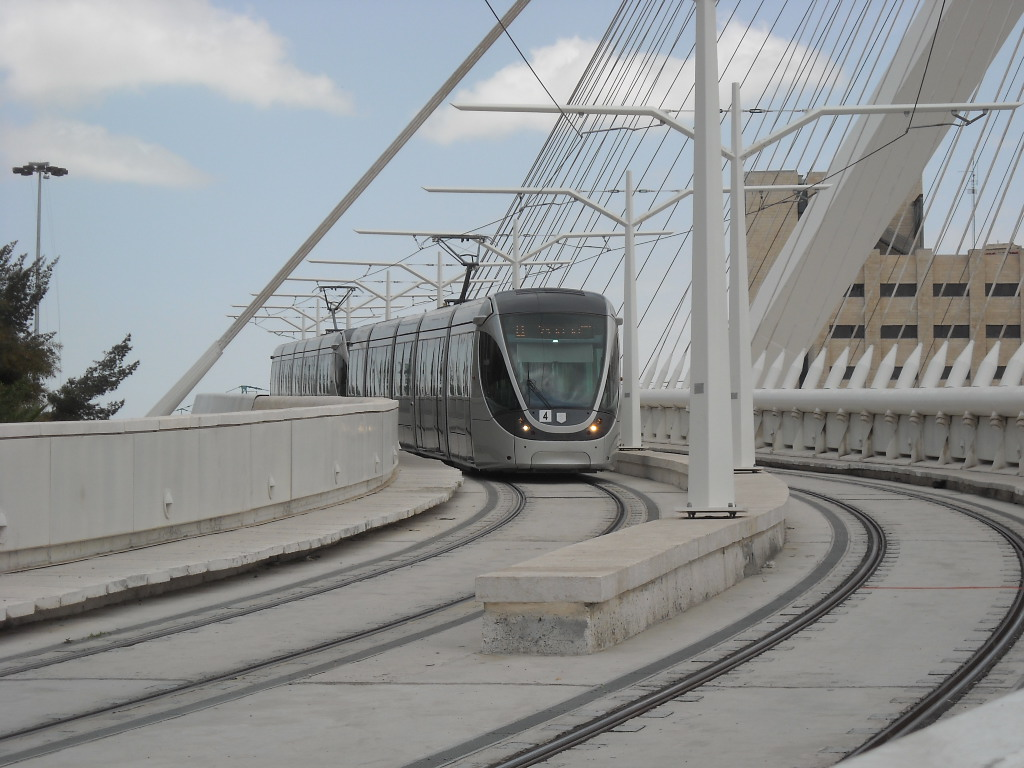
القطار على الجسر.
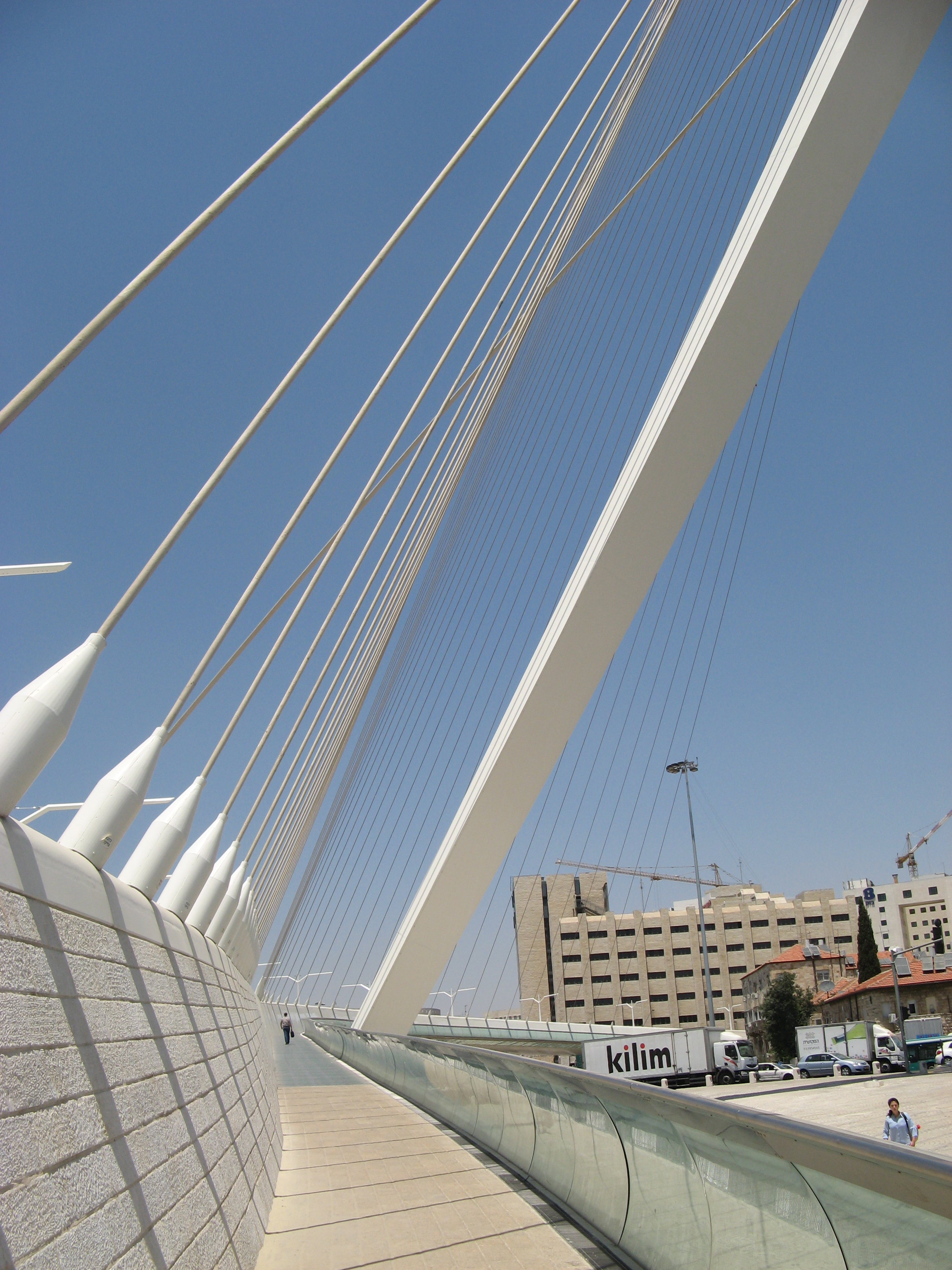
ممر المُشاة على الجسر.